# Медовичка сумбейська
Медови́чка сумбейська (Myzomela dammermani) — вид горобцеподібних птахів родини медолюбових (Meliphagidae). Ендемік Індонезії. Раніше вважався підвидом червоноголової медовички.

## Поширення і екологія
Сумбейські медовички є ендеміками острова Сумба в архіпелазі Малих Зондських островів. Вони живуть у вологих рівнинних тропічних лісах.